# بنك جمهورية غينيا المركزي
بنك جمهورية غينيا المركزي هو البنك المركزي في غينيا. يقع البنك في العاصمة كوناكري.

## التاريخ
تأسس البنك في 1 مارس 1960. كان عثمان بالدي رئيسًا للبنك.

## أنشطة
ينشط البنك في الترويج لسياسة الشمول المالي وهو عضو قيادي في التحالف من أجل التضمين المالي. كما أنها واحدة من المؤسسات التنظيمية الأصلية البالغ عددها 17 مؤسسة لتقديم التزامات وطنية محددة للإدماج المالي بموجب إعلان المايا خلال منتدى السياسة العالمية لعام 2011 المنعقد في المكسيك.

## روابط خارجية
(بالفرنسية) البنك المركزي لجمهورية غينيا الصفحة الرئيسية